# یسنیتسه
یسنیتسه (به لاتین: Jesenice) یک منطقهٔ مسکونی در اسلوونی است که در Jesenice Municipality واقع شده‌است. یسنیتسه ۸٫۵ کیلومتر مربع مساحت و ۱۳٬۲۵۵ نفر جمعیت دارد و ۵۸۵ متر بالاتر از سطح دریا واقع شده‌است.